# Copa Interamericana 1993
La Copa Interamericana 1993 est la 15e édition de la Copa Interamericana. Cet affrontement oppose le club costaricain du Deportivo Saprissa, vainqueur de la Coupe des champions de la CONCACAF 1993 au Universidad Católica, club chilien finaliste de la Copa Libertadores 1993.
Les rencontres ont lieu le 15 septembre 1994 et le 1er novembre 1994.
Colo Colo remporte cette quinzième édition sur le score cumulé de 6-4.

## Contexte
Sao Paulo a disposé en finale de l'Universidad Católica (5-1 puis 0-2) pour remporter la Copa Libertadores 1993 pour leur deuxième victoire d'affilée dans cette compétition. Cependant, les brésiliens ne participent pas à cette Copa Interamericana. L'Universidad Católica remplace alors le club brésilien.
Pour sa part, le Deportivo Saprissa termine premier de la poule finale disputée avec le FC León (2-2), le CSD Municipal (0-0) et le SV Robinhood (9-1) pour remporter la Coupe des champions de la CONCACAF 1993 à la différence de buts.

## Match aller
| 15 septembre 1994 | Deportivo Saprissa                     | 3 - 1 | Universidad Católica | Stade Ricardo Saprissa, San Juan de Tibás           |                                                     |
|                   | Myers 20e · Fonseca 64e · Wanchope 84e |       | 71e S. Vázquez       | Spectateurs : 12 000 Arbitrage : Juan Pablo Escobar | Spectateurs : 12 000 Arbitrage : Juan Pablo Escobar |
|                   | Rapport                                |       |                      | Spectateurs : 12 000 Arbitrage : Juan Pablo Escobar | Spectateurs : 12 000 Arbitrage : Juan Pablo Escobar |

| Deportivo Saprissa : |                                |     |
| Gardien de but       | Erick Lonnis                   |     |
| D                    | Vladimir Quesada               |     |
| D                    | Mauricio Wright                |     |
| D                    | Enrique Díaz (futbolista) (es) |     |
| D                    | Edwin Salazar                  |     |
| M                    | Víctor Cordero Flores          |     |
| M                    | Benjamín Mayorga (es)          |     |
| M                    | Oscar Ramírez                  |     |
| M                    | Roy Myers                      | 67e |
| A                    | Rolando Fonseca                |     |
| A                    | Evaristo Coronado (en)         | 71e |
| Remplaçants :        |                                |     |
| A                    | Giancarlo Morera               | 67e |
| A                    | Javier Wanchope (en)           | 71e |
| Entraîneur :         |                                |     |
| Carlos Linaris       |                                |     |

| Universidad Católica : |                                         |          |
| Gardien de but         | Patricio Toledo                         |          |
| D                      | Raimundo Tupper                         |          |
| D                      | Daniel López (footballer) (en)          |          |
| D                      | Sergio Vázquez                          |          |
| D                      | Andrés Romero Samaniego (es)            | Remplacé |
| M                      | Jorge Gabriel Vázquez (en)              |          |
| M                      | Rodrigo Gómez (futbolista chileno) (es) |          |
| M                      | Mario Lepe                              |          |
| M                      | Néstor Gorosito                         |          |
| A                      | Luka Tudor (es)                         | Remplacé |
| A                      | Alberto Acosta                          |          |
| Remplaçants :          |                                         |          |
| M                      | Juvenal Olmos                           | Entré    |
| A                      | Rodrigo Barrera                         | Entré    |
| Entraîneur :           |                                         |          |
| Manuel Pellegrini      |                                         |          |

## Match retour
| 1er novembre 1994 | Universidad Católica                                              | 5 - 1 a.p. | Deportivo Saprissa  | Estadio San Carlos de Apoquindo, Las Condes      |                                                  |
|                   | Romero 28e · Acosta 30e · Olmos 90e · Ardiman 102e · Barrera 111e |            | 35e (pen.) Wanchope | Spectateurs : 5 492 Arbitrage : Fernando Chappel | Spectateurs : 5 492 Arbitrage : Fernando Chappel |
|                   | Rapport                                                           |            |                     | Spectateurs : 5 492 Arbitrage : Fernando Chappel | Spectateurs : 5 492 Arbitrage : Fernando Chappel |

| Universidad Católica : |                              |     |     |
| Gardien de but         | Patricio Toledo              |     |     |
| D                      | Raimundo Tupper              | 68e |     |
| D                      | Miguel Ardiman (es)          |     |     |
| D                      | Sergio Vázquez               |     |     |
| D                      | Andrés Romero Samaniego (es) |     |     |
| M                      | Jorge Gabriel Vázquez (en)   | 18e |     |
| M                      | Nelson Parraguez             |     |     |
| M                      | Mario Lepe                   |     |     |
| M                      | Néstor Gorosito              |     |     |
| A                      | Rodrigo Barrera              |     |     |
| A                      | Alberto Acosta               |     | 83e |
| Remplaçants :          |                              |     |     |
| M                      | Juvenal Olmos                | 18e |     |
| M                      | Sebastián Rozental           | 68e |     |
| Entraîneur :           |                              |     |     |
| Manuel Pellegrini      |                              |     |     |

| Deportivo Saprissa : |                                |     |     |
| Gardien de but       | Erick Lonnis                   |     |     |
| D                    | Vladimir Quesada               |     |     |
| D                    | Rónald González                |     | 59e |
| D                    | Enrique Díaz (futbolista) (es) |     |     |
| D                    | Edwin Salazar                  |     |     |
| M                    | Mauricio Wright                |     |     |
| M                    | Benjamín Mayorga (es)          |     |     |
| M                    | Oscar Ramírez                  | 70e |     |
| M                    | Roy Myers                      |     |     |
| A                    | Rolando Fonseca                |     | 83e |
| A                    | Javier Wanchope (en)           | 82e |     |
| Remplaçants :        |                                |     |     |
| A                    | German Rodríguez               | 70e |     |
| A                    | Evaristo Coronado (en)         | 82e |     |
| Entraîneur :         |                                |     |     |
| Carlos Linaris       |                                |     |     |